# 경주 법흥왕릉
경주 법흥왕릉 (慶州 法興王陵)은 대한민국 경상북도 경주시 효현동에 있는 신라 23대 왕인 법흥왕(재위 514∼540)의 무덤이다. 1969년 8월 27일 대한민국의 사적 제176호로 지정되었다.

## 개요
신라 23대 왕인 법흥왕(재위 514∼540)의 무덤이다.
법흥왕은 신라를 중앙집권적 고대국가 체제로 완성시킨 왕이다. 왕권강화를 위해 상대등과 병부를 설치하였고, 520년 율령을 반포하였다. 532년 금관가야와 합병하여 낙동강유역에 처음 진출하였다. 신라 처음으로 건원(建元)이라는 독자적인 연호를 사용하였으며, 중국 양(梁)나라에 사신을 파견하였다. 527년 이차돈이 순교하면서 불교를 국가종교로 수용하고 고대국가의 이념적 기초를 마련하였다.
높이 2m, 지름 14m로 삼국시대 신라 왕의 무덤으로는 작은 편이다. 무덤 아래에는 둘레돌을 받쳤던 자연석이 있다. 법흥왕 이전의 왕 무덤은 평지인 경주 무덤들에 밀집되어 있어 소재파악이 어려우나, 그 이후의 왕 무덤은 구릉이나 교외에 2∼3기씩 따로 자리하고 있으며 소재지에 대한 기록이 남아있다. 이러한 변화는 왕 무덤의 형태 변화와도 연관되는 듯한데 그 변화의 시작을 법흥왕릉에서 찾아 볼 수 있어 중요한 곳이다.

## 같이 보기
- 법흥왕

## 참고 자료
- 경주 법흥왕릉 - 국가유산청 국가유산포털